# Église Saint-Vincent-et-Sainte-Radegonde de Cour-sur-Loire
L'église Saint-Vincent-et-Sainte-Radegonde de Cour-sur-Loire est un édifice religieux du XIIe siècle, situé sur la commune de Cour-sur-Loire, en France.

## Généralités
L'église est située sur le territoire de la commune de Cour-sur-Loire, dans le département de Loir-et-Cher, en région Centre-Val de Loire en France. Elle fait partie de la paroisse de de Suèvres dans le diocèse de Blois.

## Histoire
L'église a été construite au XIIe siècle. De cette époque, ne subsiste que le clocher porche, le reste de l'église ayant été réédifié au XVIe siècle.
L'église est classée au titre des monuments historiques par avis de classement du 10 juillet 1846 et par liste de 1862.

## Architecture
L'église se compose d'une nef de quatre travées voûtées d'ogives, flanquées de bas-côtés. Les arcades retombent sur des culs-de-lampe sculptés représentant angelots et apôtres. Le chœur se termine par une abside à trois pans.
Des vitraux datant du XVIe siècle éclairent l'intérieur ; ils ont été restaurés à la fin du XIXe siècle (1886-1894). Parmi les représentations portées par les vitraux : La Nativité de la Vierge, les trois Maries, la Mort de la Vierge, l'arbre de Jessé, les 12 apôtres, saint-Joachim,,.

## Mobilier
L'église possède des éléments mobiliers remarquables, dont certains sont protégés à titre objet des monuments historiques. Peuvent être cités : un dais de procession du XVIIe siècle classé en 1912, l'ensemble du retable et maître-autel avec son tableau représentant la résurrection, restauré en 2000 et inscrit à titre objet depuis 1978, divers tableaux et statues, fonts baptismaux du XVIIe siècle inscrits en 1973. À noter également une épitaphe funéraire datée de 1642, inscrit à titre objet en 1996.

## Galerie

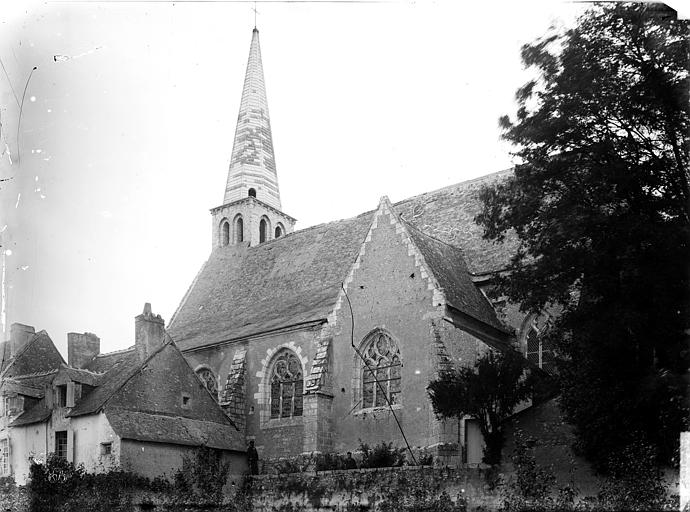
Exterieur de l'église (fin XIXe siècle, début XXe siècle)
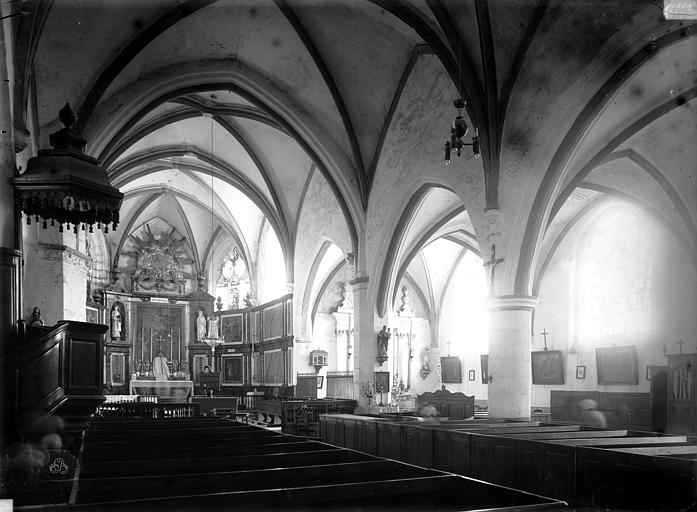
Intérieur de l'église
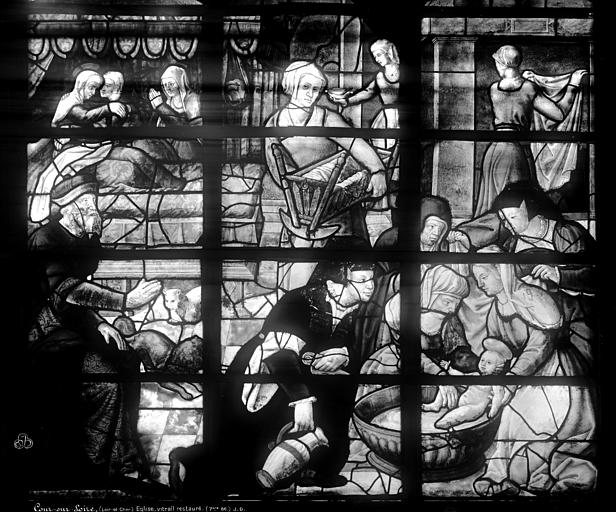
Vitrail de la nativité de Marie